# Arnold de Fine (musiker)
Arnold de Fine (Arnoldus de Fine), född omkring 1530, död 13 november 1586, var en flamländsk-dansk organist och kapellmästare. Han bodde och arbetade från 1556 i Danmark för kungarna Kristian III och Fredrik II. Han kom förmodligen från Antwerpen, möjligen under namnet van Eynde eller von Ende, och avled i Helsingör.

## Biografi
Under åren 1556–1559 arbetade Arnold de Fine för Kristian III, sedan var han organist hos drottningen och från 1563 tjänade han Fredrik II. År 1565 fick han ett så kallat vicarie (tillfälligt beneficie) i Roskilde domkyrka. Eftersom Det Kongelige Kapel efter Nordiska sjuårskriget var i behov av en omorganisation utnämndes de Fine den 5 juni 1571 till kapellmästare där. Samma år förnyades hans vicarie i Roskilde, och för lång och trogen tjänst erhöll han 1583 dessutom ett kanikat i Århus. Dylika fiktiva ämbeten (beneficier eller prebenden) var kvar från den katolska tiden, och kungen använde dem för att löna sina tjänare, utan att några kyrkliga uppdrag för den skull var knutna till tjänsterna.
Som kapellmästare hade han korgossarna under sin särskilda vård. Av samtiden nämns han som en betydande musiker . En av hans kompositioner, Wann ist mein Stündlein vorhanden, finns på cd-n Music From the Royal Courts of King Frederik II and Christian IV, utgiven på Dacapo förlag.
Arnold de Fine var gift två gånger, först med Anniken Pedersdatter (död 1576) och sedan med Barbara Hieronymidatter Knoff. Hans son i första äktenskapet, Petrus Arnoldi de Fine (död 1620), var sångare i kapellet. En son i andra äktenskapet, Arnoldus de Fine (Arnold, Arnoldii, Arnold v. Ende), var anställd som instrumentalist i kapellet från 1603.